# PostSecret
A PostSecret egy művészeti és társadalmi mozgalom, amelyet Frank Warren alapított. A projektbe bekapcsolódók névtelenül osztják meg titkaikat a világgal egy saját kezűleg készített képeslap megadott címre történő beküldésével. A beküldött képeslapok a PostSecret honlapján, könyveiben vagy kiállításain jelennek meg.

## Története
A projekt alapötlete nem változott: névtelen emberek, saját maguk által készített képeslapok beküldésével teszik nyilvánossá eddig kimondatlan titkaikat. A közölnivaló tartalmával szemben nincs semmiféle megkötés, csupán igaznak és elmondatlannak kell lennie.
A képeslapok témái változóak: szexuális visszaélésektől kezdve, bűncselekményeken, szokatlan vagy furcsa szokásokon át álmokig, reményekig.
A honlap 2005. január elsejei alapításától kezdve, a PostSecret több mint 2500 képeslapot kapott és jelentetett meg.[mikor?] A projekt kísérleti fázisában minden vasárnap tíz új titkot jelentettek meg a honlapon (Blogspot).
2007 októberében indították a PostSecret Community (www.postsecretcommunity.com) közösségi weblapot, ahol azóta több, mint 39 000 regisztrált felhasználó folytat beszélgetést hozzászólások révén.[mikor?]
Frank Warren azóta egyetemeket járva előadásokon beszél társadalmunk különféle titkairól.

## Kapcsolat
Post Secret
13345 Copper Ridge Rd
Germantown, Maryland 20874
United States of America